# Pawło Szkapenko
Pawło Łeonidowycz Szkapenko, ukr. Павло Леонідович Шкапенко, ros. Павел Леонидович Шкапенко, Pawieł Leonidowicz Szkapienko (ur. 16 grudnia 1972 w Zaporożu, Ukraińska SRR, zm. 17 kwietnia 2023) – ukraiński piłkarz, grający na pozycji pomocnika, a wcześniej napastnika, reprezentant Ukrainy.

## Kariera piłkarska

### Kariera klubowa
Wychowanek SDJuSzOR Metałurh Zaporoże. Pierwszy trener Mykoła Skrylnyk. W 1990 rozpoczął karierę piłkarską w Metałurhu Zaporoże, skąd w 1992 został zaproszony do Dynama Kijów, w którym występował przez siedem lat. W 1998 został wypożyczony do CSKA Kijów. Następnie wyjechał do Rosji, gdzie bronił barw klubów Urałan Elista, Torpedo Moskwa, Szynnik Jarosławl, Tom Tomsk oraz Kubań Krasnodar, w którym w 2004 zakończył karierę piłkarską.

### Kariera reprezentacyjna
18 maja 1993 roku debiutował w narodowej reprezentacji Ukrainy w wygranym 2:1 meczu towarzyskim z Litwą. Wcześniej występował w młodzieżowej reprezentacji.

## Sukcesy i odznaczenia

### Sukcesy klubowe
- mistrz Ukrainy (5x): 1993, 1994, 1995, 1996, 1997, 1998
- zdobywca Pucharu Ukrainy: 1993, 1996
- zdobywca Pucharu Mistrzów WNP: 1996
- brązowy medalista Mistrzostw Rosji: 2000